# Siebenrock-Schlangenhalsschildkröte
Die Siebenrock-Schlangenhalsschildkröte (Chelodina oblonga, Syn.: Macrochelodina oblonga, Chelodina siebenrocki, Chelodina intergularis, Chelodina rugosa) kommt im nordöstlichen Neuguinea und im Nordosten Australiens auf der Kap-York-Halbinsel vor.

## Beschreibung
Die Siebenrock-Schlangenhalsschildkröte erreicht eine Länge von bis zu 30 cm und zählt somit zu den größten Vertretern der Schlangenhalsschildkröten. Der Carapax weist eine rötlichbraune, bei einigen Exemplaren fast schwarze Grundfärbung auf, ist glatt und hinten viel breiter als vorne. Der Bauchpanzer ist gelb bis graugelb. Die Randschilde (Marginalschilde) sind an den Kanten nach oben gebogen. Der relativ kleine Kopf geht in einen sehr langen Hals über. Auf der Oberseite sind der Kopf und der Hals dunkelgrau bis fast schwarz gefärbt. Von der Schnauzenspitze bis zum Hals verläuft ein gelber Streifen. Die kleinen Augen liegen sehr weit vorne am Schädel. Die Kopfunterseite, die Kehle sowie die Unterseite des Halses sind gelblich bis hellbraun gefärbt.

## Lebensweise
Die Siebenrock-Schlangenhalsschildkröte bewohnt langsam fließende Gewässer, Sümpfe und saisonale Wasserlöcher; wenn diese austrocknen, vergraben die Tiere sich im Schlamm oder wandern zu anderen Gewässern. Die Siebenrock-Schlangenhalsschildkröte hält sich öfter außerhalb des Wassers auf als andere Schlangenhalsschildkröten und ernährt sich ausschließlich carnivor. Das Weibchen legt zweimal bis viermal im Jahr zwischen 9 und 21 im Durchschnitt 12 g schwere Eier im Schlamm unter Wasser ab. Die Entwicklung der Embryonen beginnt erst, nachdem das Gewässer austrocknet und die Eier nicht mehr vom Wasser bedeckt sind; dieses Brutverhalten ist unter Schildkröten einzigartig. In Abhängigkeit von der Inkubationstemperatur schlüpfen die Jungtiere nach 76 bis 163 Tagen.